# 대만고무나무
대만고무나무(Ficus microcarpa)는 뽕나무과 무화과나무속의 상록 교목이며, 용나무(榕) 또는 용수나무(榕樹)라고도 한다. 반얀나무(Banyan)의 일종으로, 좁은 의미로는 반얀나무와 동의어로 사용된다.

## 생태
전체적인 외관은 근연종인 벵골보리수(Ficus benghalensis)와 유사한 형태를 갖는다.
무화과나무속의 다른 종들과 마찬가지로 착생식물의 특징을 갖고 있으며, 많은 받침뿌리를 내리며 숙주로 삼은 나무나 건물을 덮으며 자란다.
잎은 긴 타원형이며, 표피는 혁질(革質)이고 밀랍의 질감이 난다.

## 분포
원산지는 스리랑카와 인도 및 말레이시아, 미얀마, 태국, 베트남 등 인도차이나반도 지역, 뉴기니섬과 필리핀 등 말레이 제도, 대만, 중국과 일본의 남부 지방, 오스트레일리아의 퀸즐랜드주, 누벨칼레도니 등 서태평양 지역에 걸쳐 다양하게 분포하며, 발레아레스 제도, 시칠리아, 로도스섬, 키프로스 등 지중해 일부 지역 및 중앙아메리카 지역, 남아메리카 북부 지역, 카리브 제도, 버뮤다, 미국의 하와이 제도, 남부 캘리포니아, 플로리다주 남부 지역 등에 도입되었다.
중국에서는 광시성, 저장성, 광둥성, 후베이성, 윈난성, 푸젠성, 구이저우성 등지에 분포하며, 일본에서는 난세이 제도 및 오가사와라 제도 등지에 분포한다. 특히 일본에서는 가주마루(일본어: ガジュマル)라고 불리며 오키나와현의 나고시에 있는 힌푼 가주마루(ひんぷんガジュマル)가 유명하고, 중국 푸젠성의 푸저우시에서도 용나무를 흔히 볼 수 있어 '용성(榕城)'으로도 불린다.

## 이용
이산화황, 납, 카드뮴 등의 오염 물질에 강하며, 가지가 옆으로 넓게 뻗어나가 강한 햇빛을 차단할 수 있어 가로수로 많이 활용된다.
또한 독특한 외형으로 인해 관엽식물로 많이 이용되며, 어린 나무는 화분에 심어져 분재용으로 재배된다.
이외에 방풍림이나 생울타리로 이용되기도 하며, 나무껍질이나 받침뿌리 및 말린 잎 등은 항산화제, 항생제, 항암제 등의 효과가 있어 중의학이나 일본한방의학에서 해열제 또는 해독제 및 이뇨제 등의 약재로 쓰여진다.

## 문화
동남아시아에서는 쿤틸라낙(Kuntilanak)의 안식처로 여겨지며, 필리핀에서는 엥칸토(Engkanto)의 거주지로 전해진다.
또한 일본 오키나와현에서는 기지무나(キジムナー)라는 요정이 깃들어 있다고 알려졌으며, 중화권에서는 기(氣)와 연관된 믿음이 있어 중국 남부와 대만, 베트남, 싱가포르 등지의 도관이나 사찰 정원에 많이 심어진다.

## 사진

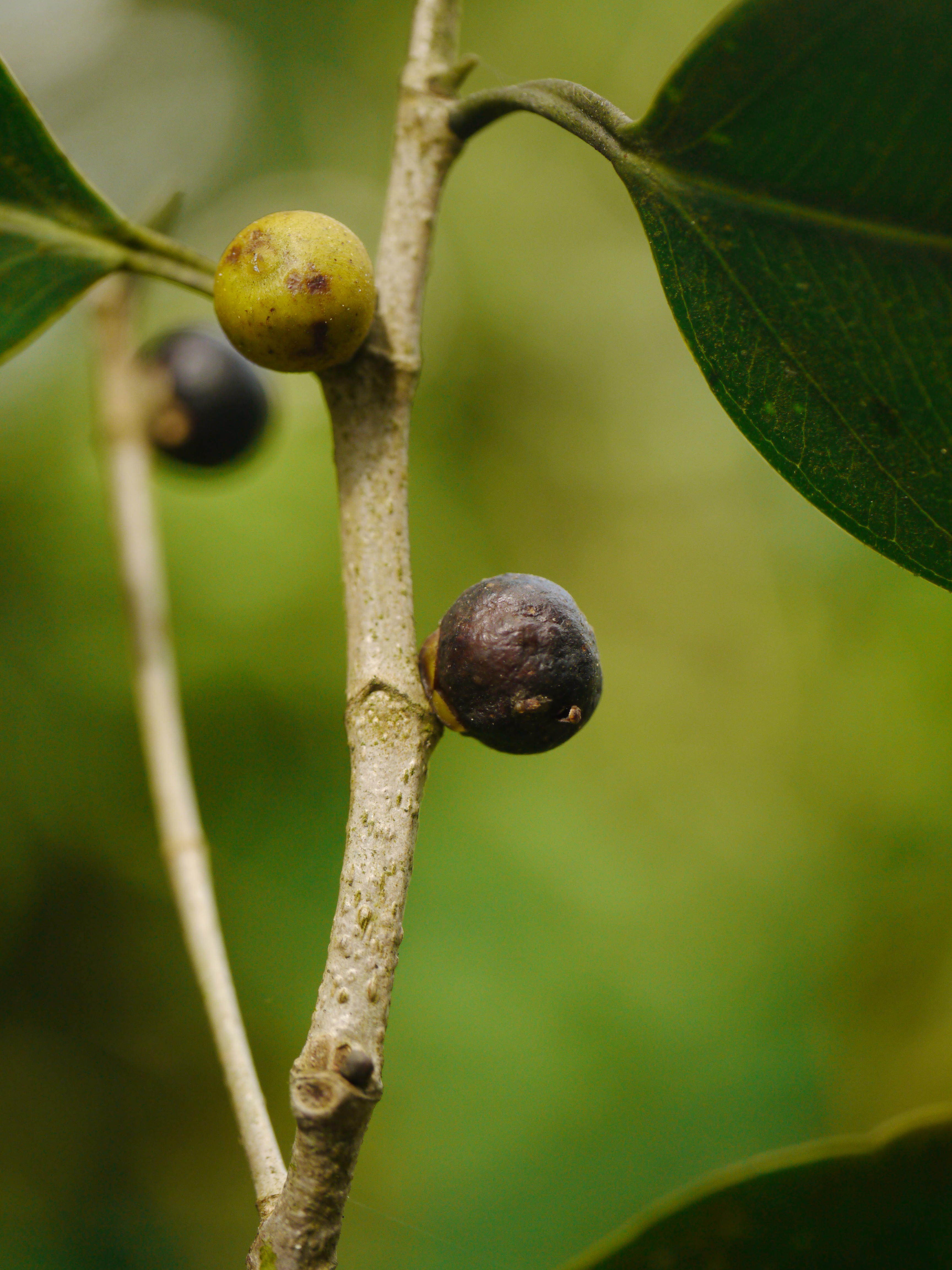
대만고무나무 열매.
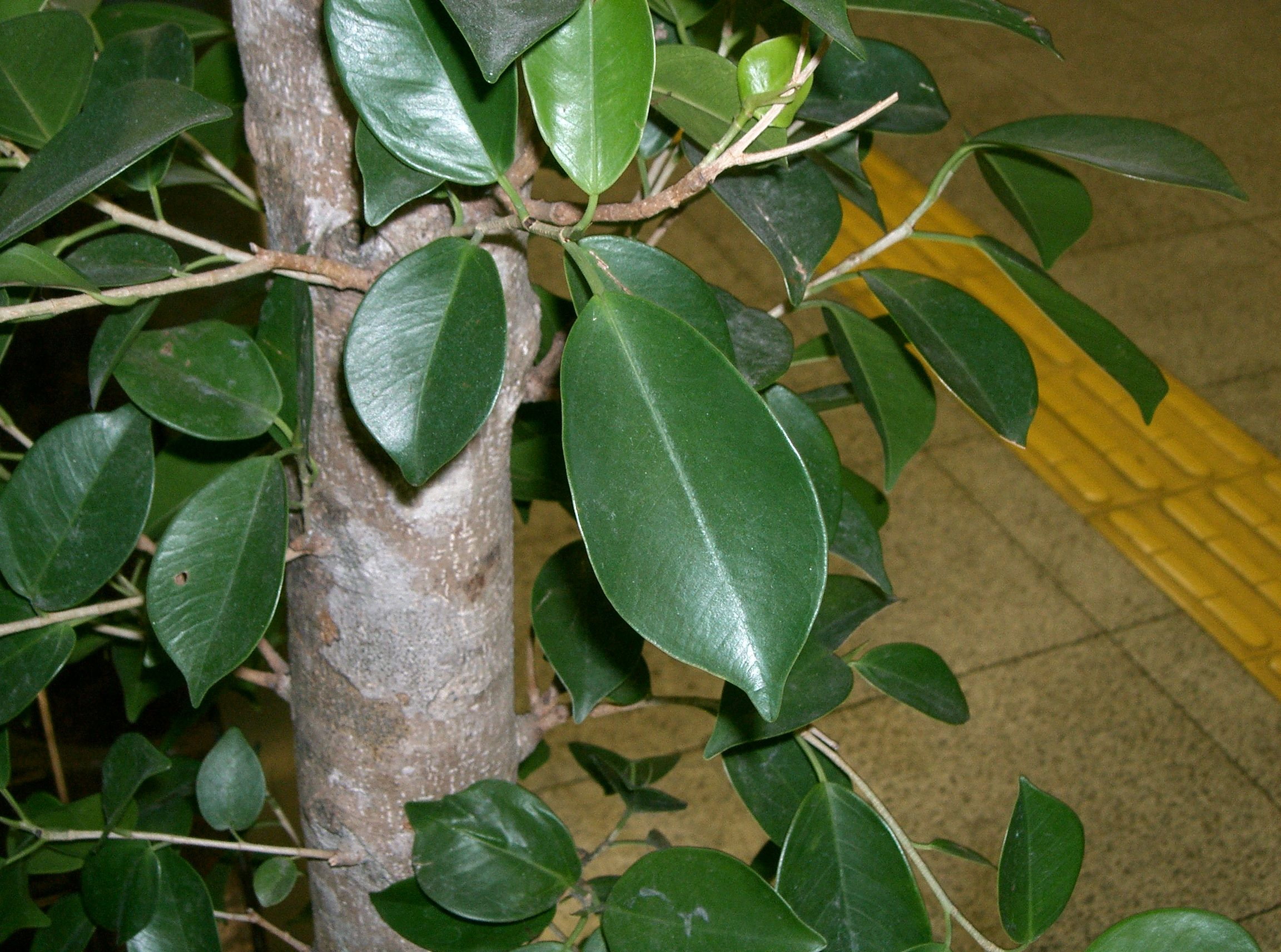
대만고무나무 잎.
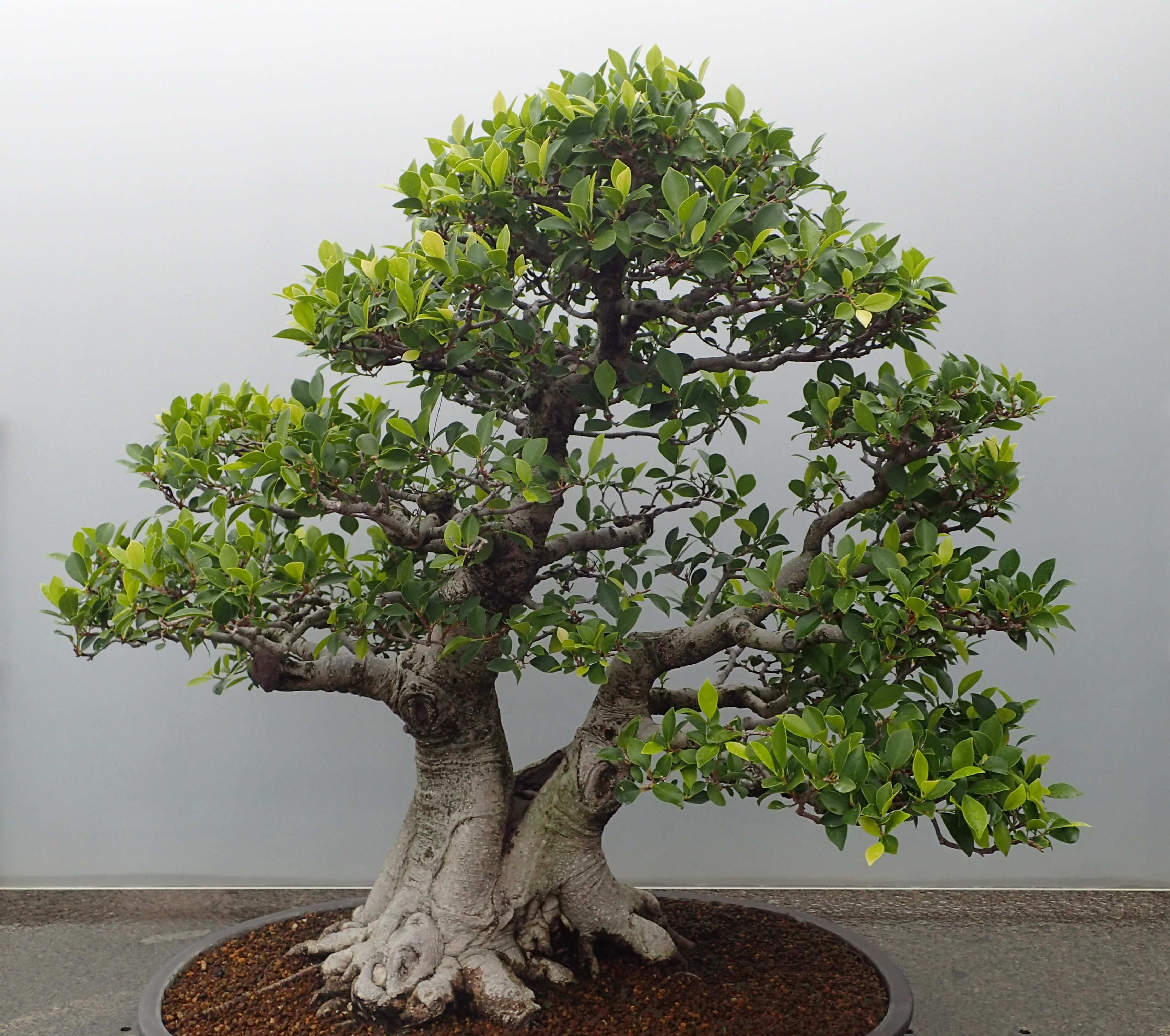
대만고무나무 분재.
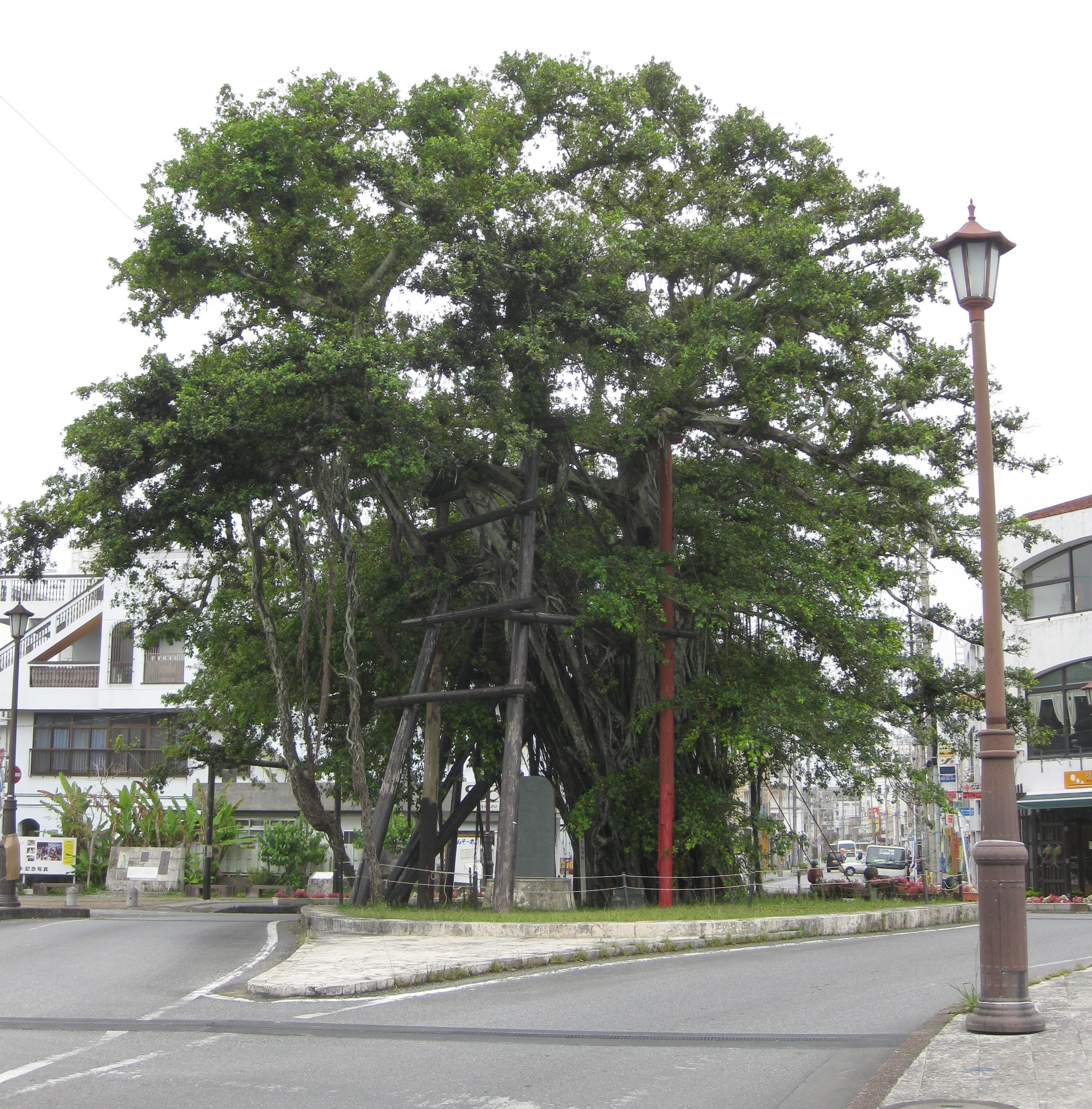
일본 나고시에 있는 힌푼 가주마루(ひんぷんガジュマル).

## 같이 보기
- 반얀나무